# August Attenhofer
Pour les articles homonymes, voir Attenhofer.
August Attenhofer (né le 8 août 1828 à Zurzach, mort le 18 septembre 1862 dans la même commune) est un peintre suisse.

## Biographie

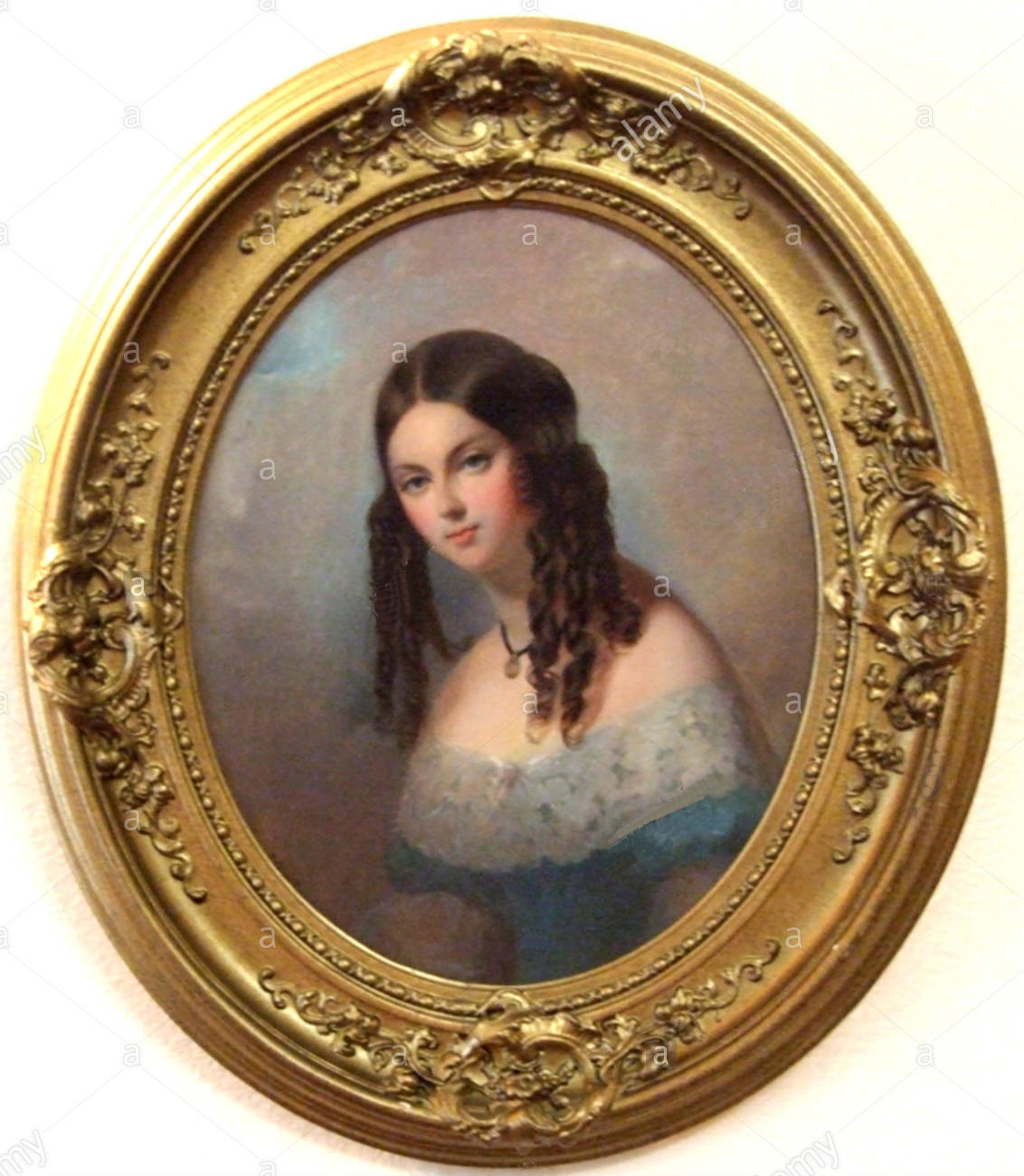
Portrait d'une dame.

August Attenhofer est le cinquième fils du commandant de district Josef Xaver et de Cecilia Attenhofer-Schaufelbühl et grandit avec cinq frères. De 1842 à 1846, Attendorfer fréquente l'école du district de Zurzach. À partir du 25 avril 1847, il étudie à l'académie des beaux-arts de Munich. Durant sa jeunesse, il est souvent malade et doit donc interrompre ses études à plusieurs reprises pour revenir à Zurzach. En 1853, il retourne à Munich et est à nouveau élève de l'école de peinture de Johann von Schraudolph à Munich. Il se concentre par la suite sur la peinture de portraits et d’églises. Vers 1854, il peint les grands retables des autels latéraux, représentant Marie et Georges, pour l'église d'Unterendingen. Il souhaite d'abord poursuivre ses études dans d'autres villes d'art, mais doit y renoncer pour diverses raisons.
Attenhofer se marie à Zurzach au printemps 1856 et meurt six ans plus tard des suites d'une maladie pulmonaire à l'âge de 34 ans.